# 서산 부장리 고분군
서산 부장리 고분군(瑞山 副長里 古墳群)은 대한민국 충청남도 서산시 음암면 부장리에 있는 백제의 고분군이다. 2006년 11월 6일 대한민국의 사적 제475호로 지정되었다.

## 개요
서산 부장리 고분군은 2004년 ~ 2005년 충남역사문화원에서 임대아파트 조성부지에 대한 발굴조사를 실시한 결과, 청동기시대 유구는 총 37기로 그 가운데 주거지가 31기, 수혈유구가 6기 조사되었다.
백제시대 유구는 총 74기로 주거지가 40기, 분구묘 13기, 수혈유구 18기, 석곽묘 3기가 조사되었다. 분구묘는 6호, 8호, 9호 분구묘의 주구가 일부 중복된 것 이외에 묘역을 서로 침범하지 않고 13기가 축조되어 있다. 분구묘는 한 변이 20~40m정도인 방형의 주구가 돌려져 있다. 매장시설은 모두 토광묘로 목곽을 사용한 것과 사용하지 않은 목관묘 등이 혼재되어 있으며, 하나의 분구 내부에서 매장주체부가 적게는 하나에서 많게는 9기의 매장시설이 조사되었다. 내부출토유물로는 토기류와 철기류, 장신구류 등이 출토되었다. 특히 5호 분구묘에서는 금동관모, 철제초두, 금동이식, 곡옥, 각종 구슬류를 비롯한 환두대도, 반부철모, 철겸, 철부, 각종 토기류가 출토되었다.
조선시대 유구로는 주거지와 토광묘 수혈유구가 있으며, 총 104기가 조사되었다. 이 가운데 주거지는 7기로 모두 한쪽 벽면에 부뚜막과 구들시설이 있는 평면형태 부정원형의 것이었다. 청동기시대 전기부터 중기에 이르는 취락이 조사되었으며, 일명 흔암리유형의 전기취락과 송국리유형의 중기 주거지가 있다. 이는 인근에서 최근에 조사된 서산 기지리유적을 비롯하여 기존의 휴암리유적 등과 비교연구 함으로써 서산지역 청동기에서 전기 및 중기의 문화를 파악할 수 있는 중요한 자료가 될 것으로 판단된다.
특히 정상부의 1호분은 잔존상태가 매우 양호하여 역사교육자료로서의 활용도가 높다고 할 수 있어 조사가 이루어진 지역을 중심으로 사적으로 지정하였다.

## 사진

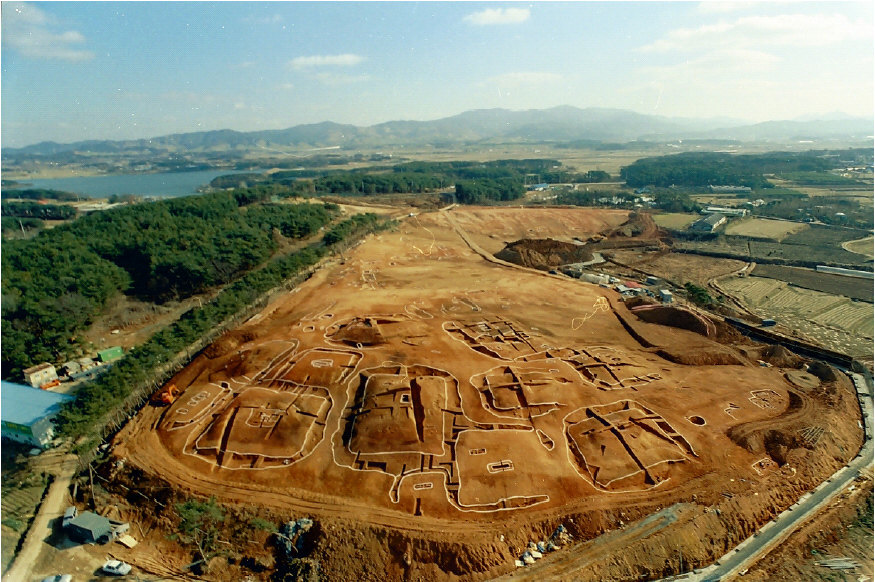

## 같이 보기
- 서산 휴암리 선사유적지 (충청남도 기념물 제169호)

## 참고 자료
- 서산 부장리 고분군 - 국가유산청 국가유산포털